# Atzenbrugg
Atzenbrugg là một đô thị thuộc huyện Tulln trong bang Niederösterreich, Áo.